# IC 4312
IC 4312 ist eine linsenförmige Galaxie vom Hubble-Typ S0-a im Sternbild Zentaur am Südsternhimmel. Sie ist schätzungsweise 171 Millionen Lichtjahre von der Milchstraße entfernt.
Das Objekt wurde am 19. Juni 1903 von Royal Harwood Frost entdeckt.